# Szari asz-Szajch Zajid

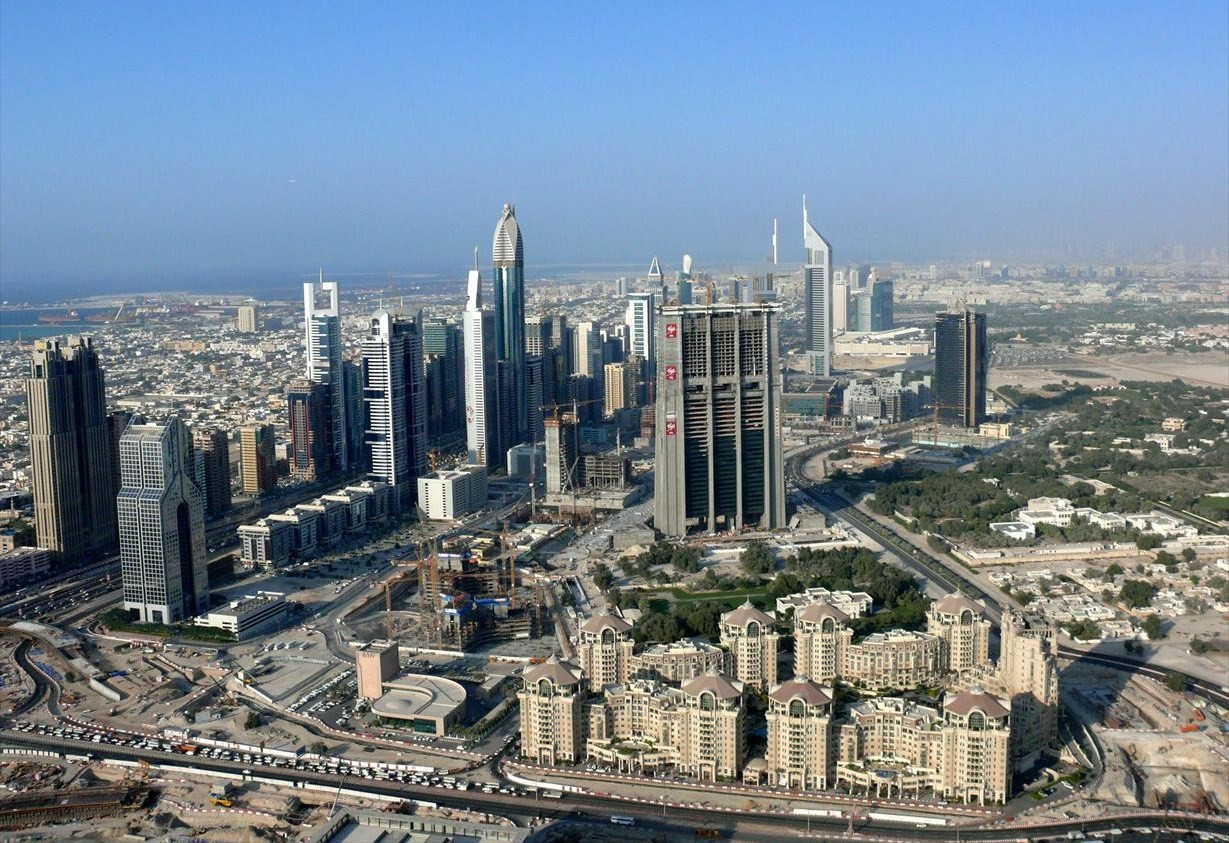
Drapacze chmur przy Szari asz-Szajch Zajid w listopadzie 2007

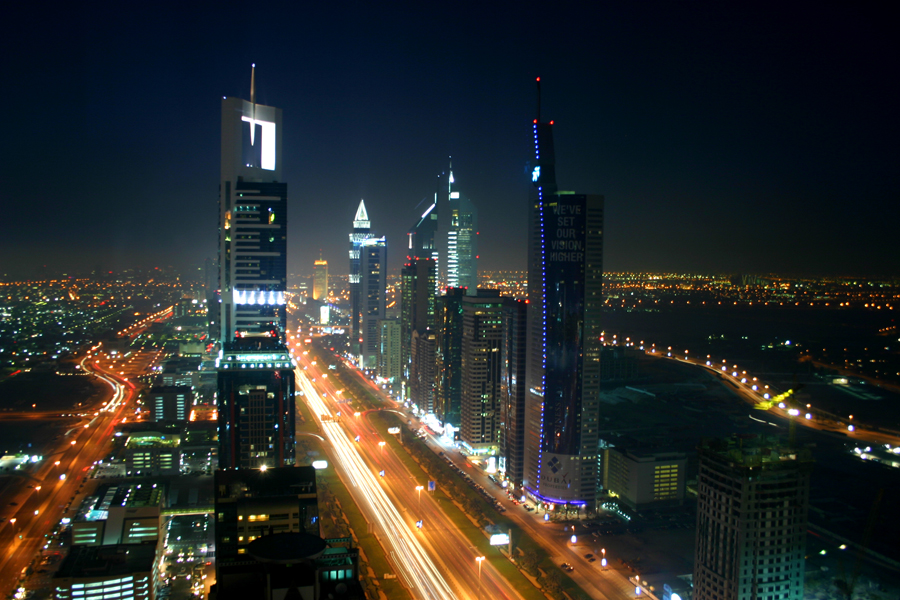
Skyline Dubaju

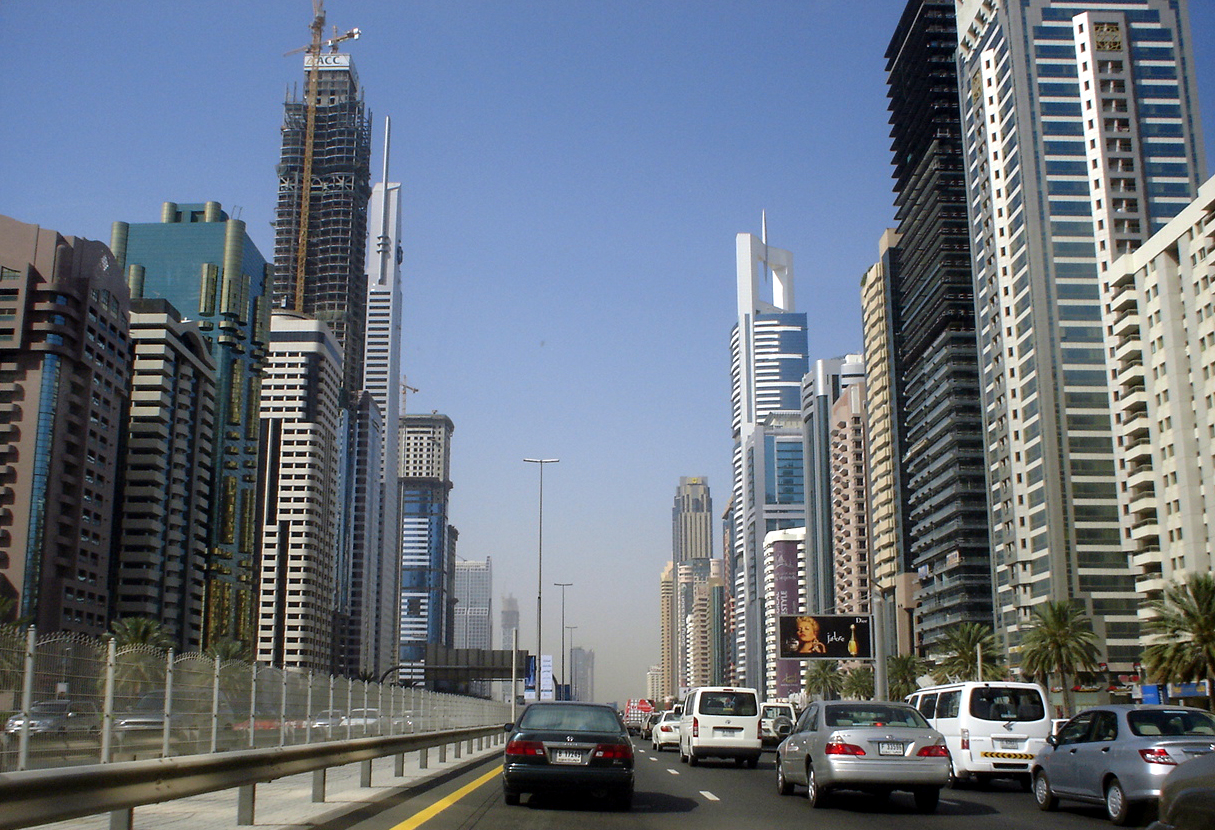
Drapacze chmur przy Szari asz-Szajch Zajid w maju 2006

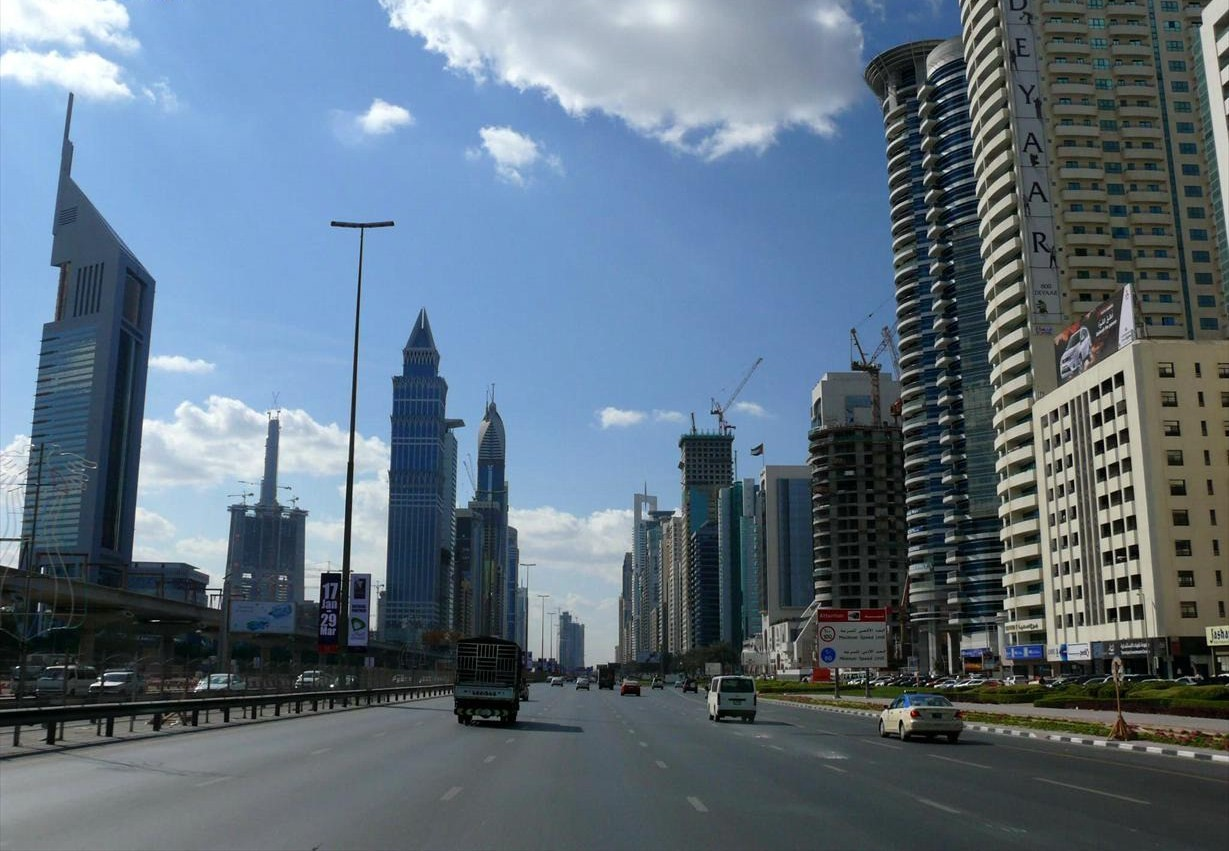
Korek uliczny na Szari asz-Szajch Zajid w nocy

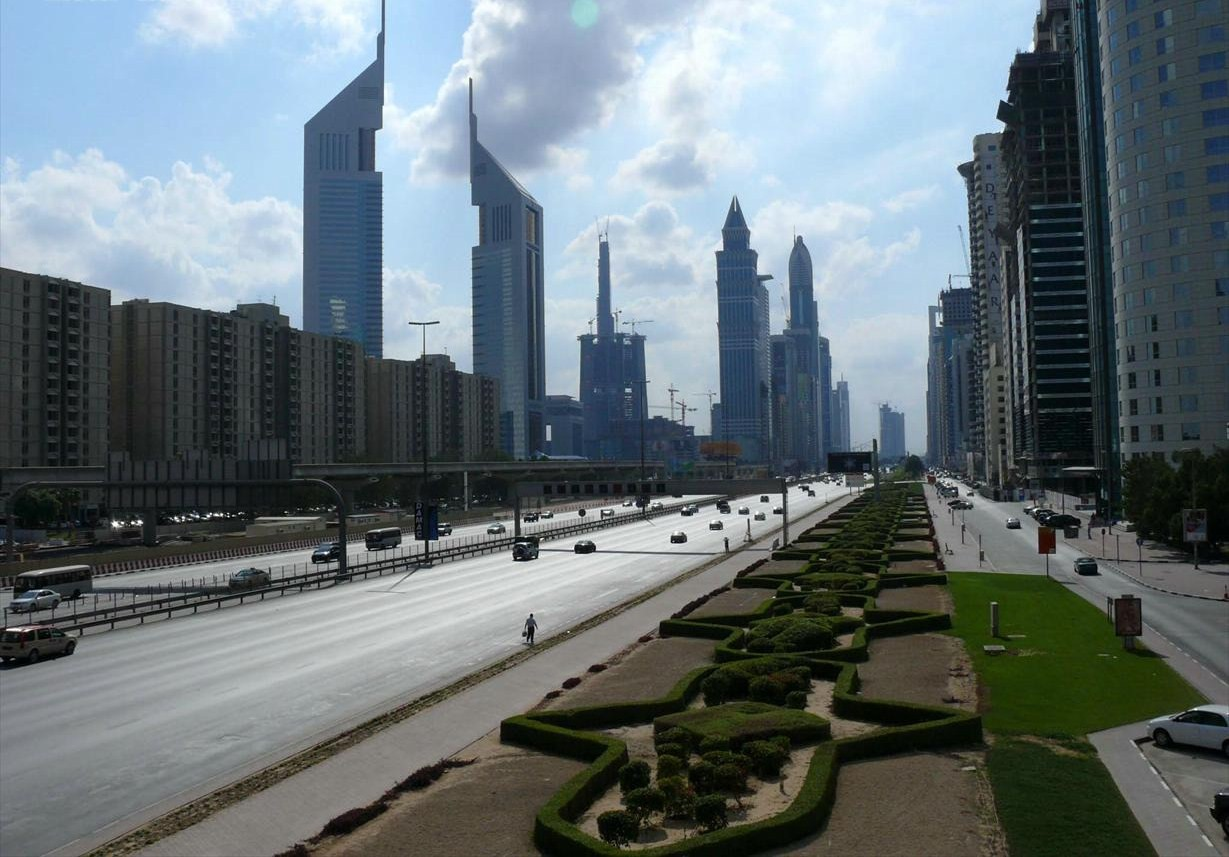
Szari asz-Szajch Zajid w grudniu 2007

Szari asz-Szajch Zajid (arab.: شارع الشيخ زايد, ang. Sheikh Zayed Road) – autostrada w Dubaju w Zjednoczonych Emiratach Arabskich biegnąca równolegle do wybrzeża od ronda Trade Center do granicy z emiratem Abu Zabi.
Droga wcześniej nazywała się Defence Road. W latach 1993–1998 autostrada została poszerzona na odcinku 30 kilometrów. Wraz z rozbudową nadano jej nową nazwę. Szejk Maktum ibn Raszid al-Maktum, władca Dubaju w tamtym czasie, nazwał drogę na cześć pierwszego prezydenta Zjednoczonych Emiratów Arabskich szejka Zaid ibn Sultan an-Nahajan.
Przy pierwszym odcinku autostrady od ronda Trade Center do Ronda 2 znajduje się większość dubajskich wieżowców - włączając Emirates Towers oraz Burdż Chalifa. Autostrada łączy ze sobą także nowe projekty budowlane takie jak Palm Jumeirah, Dubai Marina oraz Dubai Waterfront.

## Budynki wzdłuż Szari asz-Szajch Zajid*
| Strona północnozachodnia                    | Strona południowowschodnia           |
| ------------------------------------------- | ------------------------------------ |
| Etisalat Tower 2                            | World Trade Centre                   |
| The Monarch Office Tower                    | World Trade Centre Residence         |
| The Monarch Hotel & Convention Centre Dubai | World Trade Centre Apartments 1      |
| Sama Tower                                  | World Trade Centre Apartments 2      |
| The Fairmont Dubai                          | World Trade Centre Apartments 3      |
| API World Tower                             | Emirates Office Tower                |
| Park Place                                  | Jumeirah Emirates Towers Hotel       |
| Acico Office Tower                          | The Tower                            |
| Nikko Hotel Dubai                           | Al Yaquob Tower                      |
| White Crown Tower                           | Capricorn Tower                      |
| Saeed Tower 1                               | Maze Tower / Al Rostamani Maze Tower |
| Grosvenor House Commercial Tower            | Al Ghadier Tower                     |
| Latifa Tower                                | Al Attar Business Tower              |
| H.H.H. Tower                                | Jumeira Tower                        |
| Crowne Plaza Apartment Tower                | Sky Tower                            |
| Crowne Plaza Hotel Tower                    | Al Attar Tower                       |
| Crowne Plaza Office Tower                   | Ahmed Abdul Rahim Al Attar Tower     |
| Al Durrah Tower                             | Ghaya Residence                      |
| City Tower 2                                | Rose Rotana Suites                   |
| City Tower 1                                | Oasis Tower                          |
| Al Wasl Tower                               | 21st Century Tower                   |
| Khalid Al Attar Tower                       | Rolex Tower                          |
| Khalid Al Attar Tower 2                     | Angsana Hotel & Suites 1             |
| Al Safa Tower                               | Damas Tower 2                        |
| Zabeel Tower                                | Al Kawakeb 1                         |
| Al Moosa Tower 1                            | Al Kawakeb 2                         |
| Al Moosa Tower 2                            | Al Kawakeb 3                         |
| Sahara Tower                                | Al Kawakeb 4                         |
| Al Rostamani Tower B                        | Al Kawakeb 5                         |
| Al Rostamani Tower A                        | Dusit Dubai                          |
| Saeed Tower 2                               | Millenium Tower                      |
| Four Points by Sheraton                     | Al Tayer Tower                       |
| Union Tower                                 | Falcon Tower                         |
| Al Sondos Tower                             | Dubai Tower                          |
| Towers Rotana Hotel                         | Nuaimi Tower                         |
| Sheikh Marwan Tower                         |                                      |
| Al Hawai Tower                              |                                      |
| Chelsea Tower                               |                                      |
| Sheikh Essa Tower                           |                                      |
| Number One Tower Suites                     |                                      |
| Ahmad Abdulrahim Ahmad Al Attar Tower       |                                      |
| Dr. Khalifa Tower                           |                                      |
| Sheikh Ahmed Tower                          |                                      |
| Al Meraikhi Tower                           |                                      |
| Shangri-La Hotel                            |                                      |
| Al Manara Tower                             |                                      |

*Budynki od ronda Trade Center do Ronda 2.

## Ronda
- rondo World Trade Center – w stronę Union House, BurJuman, Zabeel Park
- rondo 1 – Doha Street w stronę dubajskiego śródmieścia
- rondo 2 – w stronę Safa Park
- rondo 3 – w stronę Al Quoz
- rondo 4 – w stronę Mall of the Emirates, Gold & Diamond Park, Madinat Jumeirah, Burdż al-Arab, Wild Wadi Water Park, Jumeirah Beach Hotel
- rondo 5 – w stronę Dubai Marina, Emirates Hills, Dubai Media City, Dubai Internet City